# 上田弥兵衛
上田 弥兵衛（うえだ やへえ、1880年9月28日 - 1950年9月25日）は、日本の政治家。衆議院議員（2期）。

## 経歴
大阪府出身。大阪高等商業学校卒。米穀商を営み、日露戦争に参加、陸軍二等主計となる。大阪商業会議所特別議員、大阪穀物商同業組合長、大日本木管、網島土地、大日本石油鉱業、南洋護謨拓殖各(株)社長、大阪堂島米穀取引所、東京米穀会専任幹事、日本倉庫(株)取締役、日本米穀(株)理事となる。
1917年の第13回衆議院議員総選挙において大阪市から無所属で立候補して当選する。1920年の第14回衆議院議員総選挙では大阪3区から無所属で立候補して当選する。のち、庚申倶楽部に入り、衆議院議員を2期務める。1924年の第15回衆議院議員総選挙には立候補しなかった。1950年に死去した。